# Комунистически университет на националните малцинства на Запада
Комунистическият университет на националните малцинства от Запада „Ю. Ю. Мархлевски“ (КУНМЗ) (на руски: Коммунистический университет национальных меньшинств Запада имени Мархлевского) е висше учебно заведение на Коминтерна в Москва, Русия. Работи от 1922 до 1936 година. Университетът е създаден на 28 ноември 1921 година с декрет, подписан от Ленин. Създаден е, за да подготвя бъдещи революционери и политически активисти от страни на запад от СССР. Университетът е организиран на сектори: беларуски, български, италиански, молдовски, югославски и други. Българският сектор в университета е първото българско партийно висше учебно заведение. Към 1927 година в университета се обучават студенти от 14 националности. До 1925 година пръв ректор на университета е Юлиан Мархлевски. Закрит е в 1936 година. КУНМЗ и неговите филиали подготвят няколко хиляди комсомолски и профсъюзни работници от различни националности.

## По-известни възпитаници на университета
- Васил Ивановски
- Методи Шаторов